# 12769 Kandakurenai
12769 Kandakurenai este un asteroid din centura principală de asteroizi.

## Descriere
12769 Kandakurenai este un asteroid din centura principală de asteroizi. A fost descoperit pe 18 martie 1994 la Kitami de Kin Endate și Kazuro Watanabe. Asteroidul prezintă o orbită caracterizată de o semiaxă mare de 2,26 ua, o excentricitate de 0,14 și o înclinație de 6,0° în raport cu ecliptica.